# Mesoniscus cavicolus
Mesoniscus cavicolus is een pissebed uit de familie Meoniscidae. De wetenschappelijke naam van de soort is voor het eerst geldig gepubliceerd in 1906 door Carl.